# T-10
Der T-10 war der letzte schwere Panzer gemäß traditioneller Terminologie, der in der Sowjetunion hergestellt wurde.

## Geschichte
Mit dem T-10 endete die lange Reihe schwerer sowjetischer Panzer, die 1939 mit der KW-Serie begann. Die KW-Serie ging 1943 evolutionär in die IS-Serie über, deren letzter Prototyp IS-10 mit der Bezeichnung T-10 als letzter schwerer Panzer der Sowjetunion produziert und ab 1953 bei der sowjetischen Armee eingeführt wurde.
Anfangs wurden die T-10 an normale Panzerdivisionen ausgeliefert, später wurden sie gesonderten Schweren Panzereinheiten zugewiesen, die bei Bedarf den Divisionen zur Unterstützung entsandt werden konnten.
In den 1960er-Jahren wurde in der Sowjetunion das moderne Konzept des Hauptkampfpanzers entwickelt, das die Trennung zwischen den Konzepten leichter, mittlerer und schwerer Panzer zugunsten eines Allzweckpanzers weitgehend aufhob. Mit der Einführung des T-64, der bei geringerem Gewicht ein ähnliches Schutzniveau und eine bessere Hauptwaffe als der T-10 hatte, wurden die schweren Panzer außer Dienst gestellt. Neuentwicklungen wie das Objekt 770 mit einer 130-mm-Kanone wurden 1966 eingestellt. Gleichzeitig wurde die Produktion des T-10 zugunsten der leichteren Fahrzeuge beendet.
Im Sechstagekrieg wurde deutlich, dass „die Tage der schweren Panzer gezählt waren“.
Mit der Einführung des T-64, der dem T-10 in jeder Hinsicht überlegen war, wurden die schweren Panzerbataillone zu Beginn der 1970er-Jahre aufgelöst und damit auch die T-10M aus dem aktiven Dienst genommen. Sie verblieben aber noch bis etwa 1993 in den Reserveeinheiten.

## Konstruktion
Der T-10 wurde in den Versionen A, B und M produziert bzw. modernisiert. Ab 1957 gelangte der T-10M in die Armee, bis 1966 wurden etwa 3000 Stück gebaut.
Der T-10 hat ein Stützrollenlaufwerk mit 7 Lauf- und drei Stützrollen pro Seite. Die Wannenform mit der schräg geteilten, geschossabweisenden Bugplatte entspricht der des IS-3, der T-10 wurde jedoch breiter und länger. Der Motor ist eine verbesserte Version des bereits im IS-3 verwendeten W-2IS und leistet 700 PS (515 kW). Der T-10 erreichte aufgrund seiner größeren Masse nicht dieselbe Geschwindigkeit wie die mittleren sowjetischen Panzer T-54, T-55 oder T-62. Im T-10M (Objekt 272) kam der W-12-6B mit 750 PS zum Einsatz, beim T-10M (Objekt 734) der W-12-6 mit ebenfalls 750 PS.
Die 122-mm-Kanone D-25T wurde von den Vorgängertypen übernommen und mit einem Rauchabsauger versehen. Sie verschoss zweiteilige Kartuschenmunition, wodurch die Feuerrate sehr niedrig war. Anfangs standen dem T-10 nur Spreng- und Panzersprenggranaten (Durchschlagsleistung: 185 mm RHA auf 1000 m) zur Verfügung, bis 1967 Unterkalibergeschosse und Hohlladungsgranaten (Durchschlagsleistung: 400 mm RHA) eingeführt wurden.
Der T-10M hatte neben der neuen 122-mm-Panzerkanone vom Typ M62T2 zusätzlich einen IR-Suchscheinwerfer und einen stabilisierten IR-Zielscheinwerfer, wodurch er nachtkampftauglich war. Anstelle der 12,7-mm-MGs wurden 14,5-mm-MGs KPWT eingerüstet. Dazu kamen eine ABC-Schutzanlage und eine Unterwasserfahrausrüstung.

## Modellvarianten
- T-10 – (1952), Motor W-12-5
- T-10A – (1956) mit neu entwickelter Waffenstabilisierungsanlage (eine Achse), Motor W-12-5[2]
- T-10B – (1957) neue Waffenstabilisierung (zwei Achsen), Motor W-12-5[2]
- T-10M – (1957) verbesserte Kanone M-62-T2 L/43 mit Mündungsbremse, Zwei-Achsen-Waffenstabilisierung, neuere MGs KPWT, ABC-Schutzanlage, Nachtsichtgeräte, Motor W-12-6 (750 PS)[2]
  - 1963 – Installation eines Schnorchels für Flussdurchquerungen
  - 1967 – Einführung von Wucht- und HEAT-Geschossen
- 2A3 – (1955), die Selbstfahrlafette basierte auf der Wanne und hatte den Motor des T-10M verbaut